# Babatunde Apalowo
Babatunde Apalowo, znany też jako Tunde Apalowo (ur. 1986 w Ogbagi) – nigeryjski reżyser i scenarzysta filmowy, mieszkający w Wielkiej Brytanii.
Początkowo tworzył filmy krótkometrażowe. Jego pełnometrażowy debiut reżyserski, Wszystkie kolory świata pomiędzy czernią a bielą (2023), był gejowskim romansem, którego akcja rozgrywała się w Lagos. Film miał swoją premierę w ramach sekcji „Panorama” na 73. MFF w Berlinie, gdzie zdobył Nagrodę Teddy dla najlepszego filmu fabularnego o tematyce LGBT.
Reżyser pracuje obecnie nad swoją drugą fabułą. Ma to być na poły autobiograficzna opowieść o przybywającym do Londynu Nigeryjczyku, który chce się połączyć z rodziną, a spotyka go gorzkie rozczarowanie.